# میخاو میلوویچ
میخاو میلوویچ (لهستانی: Michał Milowicz؛ ‏ ۱۶ سپتامبر ۱۹۷۰) بازیگر و خواننده اهل لهستان استد.
از فیلم‌ها یا برنامه‌های تلویزیونی که وی در آن نقش داشته‌است، می‌توان به پسرها گریه نمی‌کنند، جادوگر (مجموعه تلویزیونی لهستانی)، جادوگر (فیلم ۲۰۰۱)، رنگ‌های خوشبختی، طایفه، در خوشی و سختی، جهان به روایت خانواده کیپسکی، اجاره‌نشین‌ها، کلبه جنگلی، ۳۹ و نیم، عشق اول وپدر متیو اشاره کرد.